# Gare de Sarliève – Cournon
Gare de Sarliève - Cournon – stacja kolejowa w Le Cendre, w departamencie Puy-de-Dôme, w regionie Owernia-Rodan-Alpy, we Francji.
Jest stacją Société nationale des chemins de fer français (SNCF), obsługiwaną przez pociągi TER Auvergne.

## Położenie
Znajduje się na wysokości 353 m n.p.m., na km 427,112 linii Saint-Germain-des-Fossés – Nîmes, pomiędzy przystankami Clermont-La Pardieu i Le Cendre - Orcet.